# Bad Grund
Bad Grund er en by og kommune i det centrale Tyskland, beliggende under Landkreis Göttingen i delstaten Niedersachsen. Kommunen ligger i det vestlige Harzen, ca. 7 km vest for Clausthal-Zellerfeld, og 10 km nord for Osterode am Harz.
Kommunen Bad Grund havde i 2013 8824 indbyggere og består af bydelene Bergstadt Bad Grund (2398 indb.), Flecken Gittelde (1888), Badenhausen (1882), Eisdorf (1345), Windhausen	(994) og Willesen (317)). 

## Historie
De tidligste stednavne for Grund var i  år 1317 Fundo, 1321 Grunt, 1322 Grunt, 1405 Grund og 1504 Grunde. Grund kan betyde "en lavning mellem to floder", "jord", "dyb" eller "dal".
Bergstadt Bad Grund er den ældste af de syv Oberharzer bjergbyer. Grund blev første gang nævnt og dokumenteret som en skov. Omkring 1450 havde beboelsen udviklet sig til en bjerby med en malmmine. Hertug Heinrich 2. af Braunschweig-Wolfenbüttel gav i 1524 Grund "Bergfreiheit", retten til at udvinde metalforekomsterne. Den producerede malm blev smeltet i nabolandsbyerne. 1572 havde Grund 366 indbyggere.
I det 19. århundrede gik malmudvindingen i Harzen tilbage og den sidste malmmine i Harzen blev nedlagt i 1885. 
Grund fandt en udvej ved at man i minerne fandt blyglans, zinkblende, kopperkis og baryt. Desuden kunne Grund udvikle sig til at få et kurbad.
I midten af det 19. århundrede blev Grund en kurby og fik i 1906 den officielle betegnelse Bad Grund.
Jern og zinkværket Erzbergwerk Grund blev nedlagt 1992.

## Seværdigheder
- Minedriftmuseet „Schachtanlage Knesebeck“, der med sine overjordiske anlæg med skakthallen og maskinhuset, besøgsminen med sine underjordiske vandgange og hjulstuer, minekøretøjerne over jorden,  og museets udstilling fortæller meget om den lange udviklingshistorie af minen “Hilfe Gottes”, fra middelalderlig minedrift i Bad Grund til en af de mest moderne malmminer i Europa. Minen blev den sidste og mest udbyttegivende mine i “Oberharzen”.
- HöhlenErlebnisZentrum An der Tropfsteinhöhle er et oplevelsescentrum i den 60 millioner gamle drypstenshule. I et sprængt hulrum er der en udstilling om Ibergs geologi. Iberg (bjerget hvor hulen ligger i) var et koralrev der udviklede sig for 385 millioner år siden i den sydlige del af Stillehavet. Den “kom hertil” på grund af pladetektonik. Efter denne del af museet kommer Iberger drypstenshule – en nedlagt jernmalmmine og besøgshule siden 1874. Der arrangeres rundvisninger.
- Ure-museet Bad Grund i Elisabethstraße viser ure fra mange lande og dokumenterer ure-teknikkens udvikling fra renæssancen til nutiden. Samlingen omfatter cirka 1700 genstande. Der er åbent fra tirsdag til søndag.
- WeltWald Harz ligger i nærheden af Bad Grund og på de ca. 100 ha findes der 285 træ- og 238 buskarter fra forskellige skove i den tempererede klimazone – i alt ca. 113.000 planter.

- Hovedgaden
- Markedspladsen
- St. Antony's kirke
- Bjergmuseet „Schachtanlage Knesebeck“
- Erzbergwerk Grund
- Kort over WeltWald Harz